# Simply Irresistible
Simply Irresistible is een Amerikaanse romantische komediefilm uit 1999 met Sarah Michelle Gellar en Sean Patrick Flanery in de hoofdrol. De film is geregisseerd door Mark Tarlov en is geschreven door Judith Roberts.
De film is een Amerikaanse interpretatie van de Mexicaanse film Como Agua para Chocolate uit 1992 van Alfonso Arau.

## Verhaal
Amanda Shelton is een jonge vrouw en is eigenaresse van een restaurant dat ze van haar moeder geërfd heeft. Hoewel haar kookkunsten veel te wensen over laten, is ze een charmante en aantrekkelijke vrouw die niet bang is om haar emoties te tonen. Op een dag krijgt ze een magische krab van een vreemdeling, en ineens kan ze de lekkerste gerechten klaarmaken. Zo trekt ze de aandacht van een warenhuismanager.

## Rolverdeling
| Acteur                  | Personage       |
| ----------------------- | --------------- |
| Sarah Michelle Gellar   | Amanda Shelton  |
| Sean Patrick Flanery    | Tom Bartlett    |
| Patricia Clarkson       | Lois McNally    |
| Dylan Baker             | Jonathan Bendel |
| Christopher Durang      | Gene O'Reilly   |
| Larry Gilliard Jr.      | Nolan Traynor   |
| Betty Buckley           | Tante Stella    |
| Amanda Peet             | Chris           |
| Malgorzata Zajaczkowska | Mrs. Mueller    |